# Salles-d’Armagnac
Salles-d’Armagnac település Franciaországban, Gers megyében. Lakosainak száma 123 fő (2022. január 1.). Salles-d’Armagnac Bourrouillan, Caupenne-d’Armagnac, Lias-d’Armagnac, Panjas és Sainte-Christie-d’Armagnac községekkel határos.

## Népesség
A település népessége az elmúlt években az alábbi módon változott:
| Lakosok száma | 114  | 101  | 111  | 108  | 119  | 123  | 131  | 134  | 136  | 123  |
|               | 1968 | 1982 | 1990 | 2006 | 2013 | 2015 | 2017 | 2019 | 2020 | 2022 |